# Сражение при Таманне
Сражение при Таманне между армией Аббасидского халифата и мятежниками-исмаилитами (возможно, карматами) произошло 29 ноября 903 года близ селения Таманна в 24 километрах от города Хама в Сирии. Закончилась решительной победой аббасидской армии и стала прологом к полному разгрому карматского движения в Сирийской пустыне и покорению автономного Тулунидского Египта.

## Предыстория
Карматы — это радикальное шиитское течение, основанное Хамданом Карматом в 873/74 году в городе эль-Куфа, Ирак. Они называли традиционные суннитские практики — хадж и поклонение Каабе — отклонением от истинного ислама, ругали Аббасидов за сосредоточение жизни в городах и маргинализацию кочевников-бедуинов. Собрав сторонников, карматские группировки начали нападать на соседние общины прочих мусульман. Первоначально их нападения были спорадичными и некрупными и сосредотачивались в Южной Месопотамии, но после 897 года их силы резко возросли. Тогда же началась серия антихалифатских восстаний по всей подконтрольной Аббасидам территории. В ранний период движение исмаилитов, к которому и принадлежали карматы, базировалось в Саламии на западном краю Сирийской пустыни, а руководил им Саид ибн аль-Хусейн. В 899 году он отказался ожидать махди, сына Джафара ас-Садика, и провозгласил им себя. Это вызвало серьёзный раскол в движении, многие члены которого, включая Хамдана, отказались следовать за Саидом и принялись вести проповедь в других местах.
Перенесённые за пределы южной Месопотамии, миссионерские усилия исмаилитов достаточно скоро принесли свои плоды. В 899 году, действующие под руководством Абу Саида аль-Джаннаби карматы захватили Бахрейн, основав собственное государство в регионе. В следующем году они нанесли поражение халифатской армии, которой командовал аль-Аббас ибн Амр аль-Ганави. Независимо от них другие лидеры и, вероятно, два брата Яхья ибн Зикравейх и аль-Хусейн основали ещё одну базу движения в районе Пальмиры. Саид и его последователи же направились в Ифрикию, где уже действовал миссионер Абу Абдаллах аш-Ши'и. Здесь Саид раскрылся и объявил себя халифом под именем Убайдаллах аль-Махди, основав на землях суннитского эмирата Аглабидов Фатимидский халифат, крупнейшее и сильнейшее исмаилитское государство в истории.
Базирующиеся же в Пальмире группировки активизировали свои набеги на земли Аббасидов и Тулунидов в Сирии. Они нанесли несколько поражений армии последних под руководством Тугджа ибн Джуфа (отец Мухаммеда ибн Тугджа, ихшида Египта и основателя династии во главе него), наместника тулунидской Сирии, и взяли в осаду Дамаск. Она растянулась на семь месяцев, пока Тугдж ожидал подкрепления из Египта, но затем осада была успешно снята, а Яхья убит в ходе боёв возле Дамаска. Руководство группировкой взял на себя аль-Хусейн, который двинул силы на разграбление суннитских городов северной Сирии — Хомса, Хамы, Баальбека, Мааррат-эн-Нуумана. В Саламии его отряды расправились с членами семьи Саида.
На сегодняшний день в научной среде существует несколько разных интрпретаций причин действий данной группировки. По мнению Фархада Дафтари, наиболее убедительную версию изложил Хайнц Халм, который на основе исследования большого количества исторических источников заявляет о том, что все они всегда были на стороне Фатимидов и на деле пытались отбить территорию и включить её в состав Фатимидского халифата. Основываясь на его книге, Дафтари заявляет, что «на пике движения Зихравейха и его сыновей» Саид был вынужден покинуть Саламию и на некоторое время со своим двором направился Рамлу, где сначала ожидал новостей от Зихравейха, а потом уже приехал в Ифрикию. Сыновья Зихравейха и их армия, которые называли себя «фатимидскими», пытались убедить его вернуться, однако он отказался. После этого их движение потерпело сокрушительное поражение и разъярённые члены движения напали на семью Саида в Саламии, а само движение приняло радикальные формы.

## Подготовка к сражению
Поскольку Тулуниды не могли справиться с постоянными налётами противника, они призвали на помощь силы Аббасидского халифата. 30 июля халиф аль-Муктафи приказал начать кампанию. 9 августа он покинул Багдад и направился в эр-Ракку. В середине месяца войска исмаилитов под командованием аль-Мувакка у Алеппо застали врасплох расположившуюся на отдыхе группировку Аббасидов, численность которой ат-Табари оценивает в 10 тысяч человек. Эти силы были полностью разбиты, и лишь около тысячи человек удалось добраться до города, где под командованием Абу-ль-Агарра они отразили атаку врага. Примерно в это же время Бадр аль-Хаммами нанёс тяжёлое поражение армии мятежников под командованием аль-Хусейна ибн Зихравейха, и халиф направил за ними в погоню силы Хусейна ибн Хамдана. Пока аль-Муктафи оставался в Ракке, командование армией в поле было передано главе армейского ведомства (диван ад-Джунд) Мухаммаду ибн Сулейману.

## Сражение
Утром 29 ноября 903 года группировка аббасидских войск под командованием Мухаммада направилась из аль-Карваны в аль-Аляну (оба места не опознаны) в полной боевой готовности. Во время марша до главнокомандующего дошла информация о том, что часть сил мятежников численностью в три тысячи пехоты и конницы под командованием одного из даи ан-Нумана расположилась примерно в 12 арабских милях (24 километрах) от Хамы, близ Таманны, а другие отряды карматской армии планируют присоединиться к ним там. Подойдя к лагерю, Аббасиды обнаружили их, построившихся в боевой порядок. По аббасидским данным, левое крыло, численностью в 1500 всадников, возглавляли Мансур аль-Улайми и несколько других военачальников. Позади него располагался отряд в 400 всадников. Центр, численностью в 1400 конницы и три тысячи пехоты возглавлял ан-Нуман аль-Улайси и несколько других военачальников. Правый фланг, численностью в 1400 всадников, возглавлял Кулайб аль-Улайси и несколько других военачальников. Позади него располагался отряд в 200 всадников
Когда две армии начали сближение, левый фланг мятежников ударил по возглавляемому Хусейном ибн Хамданом правому флангу Аббасидов. Последние отразили это наступление, убив, по аббасидским данным, 600 всадников. Это привело к началу бегства противника; Хусейн и его люди преследовали их и в ходя ряда схваток положили всех, кроме 200 человек. Согласно их официальному отчёту, они захватили 500 лошадей и 400 серебряных ожерелий. В это же время правое крыло мятежной армии нанесло удар по левому крылу Аббасидов. Пока эти два крыла сцепились друг с другом, отряд Аббасидов под командованием Халифы ибн аль-Мубарака и Лу’лу' атаковал вражеские войска с фланга и прорвал их ряды, после чего мятежники бежали, преследуемые правительственными войсками, которые взяли в качестве добычи около 600 лошадей и 200 ожерелий.
Центру армии мятежников противостоял лично Мухаммад при поддержке ряда своих помощников: Хакан, Наср аль-Кушури и Мухаммад ибн Кумушжур вели войска с правого фланга, Васф Мушгир, Мухаммад ибн Исхак ибн Кундаджик, Ахмад ибн Кайгалах и его брат Ибрагим, аль-Мубарак аль-Кумми, Рабиа ибн Мухаммад, Мухаджир ибн Тулаик, аль-Музаффар ибн Хадж, Абдаллах ибн Хамдан (брат Хусейна), Джинни Старший, Васиф аль-Буктамир, Бишр аль-Буктамири и Мухаммад ибн Каратуган расположились на левом и по центру. При поддержке правого фланга, войска которого, нанеся поражение силам левого фланга мятежников, обошли центр и расположились с тылу, войска Мухаммада нанесли здесь противнику решающее поражение и преследовали его на протяжении нескольких миль. Мухаммад ибн Сулейман, опасаясь, как бы его армия не рассеялась во время преследования и не оставила пехоту и обоз, охраняемый Исой ан-Нушари, под угрозой нападения остановил свою группировку через полмили после начала преследования и разбил лагерь для ночлежки. Он начал перегруппировку различных отрядов своей армии. Несмотря на столь решительную победу, Мухаммад и его люди оставались на страже на протяжении всей ночи, опасаясь возвращения противника.
В ходе битвы погиб ряд мятежных командиров, включая ан-Нумана, а аль-Хусейн ибн Зихравейх и его двоюродный брат аль-Муддасир, его помощник аль-Муттавак и греческий паж бежали через пустыню, пытаясь добраться до эль-Куфы. К тому времени, когда они достигли населенного пункта ад-Далия на Евфратской дороге недалеко от эр-Рахбы, у них закончились припасы. Они послали за ними в ближайший город пажа, но тот вызвал подозрение  жителей своей странной одеждой и манерой поведения, так что они сообщили об этом местному управляющему Абу Хубзаху. Тот с отрядом охраны допросил слугу, а затем добрался до лагеря мятежников и захватил их в плен. Вместе с местным наместником Ахмадом ибн Мухаммадом ибн Кушмардом они сопроводили пленных в эр-Ракку, где 19 декабря передали лично халифу.

## Последствия
Халиф вернулся в Багдад с захваченными пленниками и приказал бросить их за решётку. Мухаммад ибн Сулейман же остался в эр-Ракке, прочёсывая сельскую местность и ликвидировать оставшиеся повстанческие силы. После этого он тоже направился в Багдад, куда вошёл с триумфом 2 февраля 904 года. 11 дней спустя, Мухаммад и начальник городской полиции руководили публичной казнью мятежников и их сторонников, собранных в Багдаде и эль-Куфе.
Победа Аббасидов хоть и не стала концом карматского движения, но оправиться от этого поражения они так и не смогли. В 906 году представители бану Калб под руководством кармата Абу Ганима Насра подняли новое восстание, совершили набег на Авран и Тивериаду в Палестине, предприняли неудачное нападение на Дамаск и разграбили Хит на Евфрате. Однако вскоре группировка была загнана в угол, и члены бану Калб убили Абу Ганима в обмен на помилование. В результате действия карматов переместились на восток к Евфрату, где в том же 906 году близ эль-Куфы восстал Зикравайх ибн Михравайх и предпринял неудачную атаку на город. После этого он разграбил несколько караванов хаджа и был убит в начале 907 года войсками халифа под командованием Васифа ибн Савартакина около аль-Кадисии. После этих поражений движение карматов практически прекратило своё существование в Сирийской пустыне, хотя их коллеги из Бахрейна оставались активной угрозой еще несколько десятилетий.
Другим результатом этого сражения стало открытие Аббасидам пути к возвращению провинций южной Сирии и Египта, принадлежавших Тулунидам. Режим последних серьёзно ослаб из-за внутренних раздоров, соперничества, дезертирства и недавних неудач в борьбе с карматами. В 904 году Мухаммад ибн Сулейман повел армию в Сирию. Поход не встретил особого сопротивления, а тулунидский эмир Харун ибн Хумаравейх был даже убит своими дядями, после чего несколько старших командиров перешли на его сторону. В январе 905 года Аббасиды без боя вошли в столицу Египта Фустат, завершив завоевание провинции.